# Aname mainae
Aname mainae là một loài nhện trong họ Nemesiidae.
Aname mainae được miêu tả năm 2000 bởi Raven.